# Volkswagen Garbus
Volkswagen Typ 1, szerzej znany jako VW Käfer (w niemieckojęzycznych państwach), VW Coccinelle, VW Beetle (w angielskojęzycznych państwach), Volkswagen Garbus (w Polsce) – kompaktowy samochód osobowy produkowany przez Volkswagen (VW) w latach 1938–2003. Będąc wyprodukowanym w ponad 21 mln egzemplarzach, garbus stanowi najdłużej i najliczniej produkowany model samochodu w historii motoryzacji. Auto charakteryzuje się silnikiem chłodzonym powietrzem, który jest umieszczony za osią tylną pojazdu, oraz napędem tylnym.
Łącznie wyprodukowano 21 529 464 egzemplarze modelu (z czego 15 444 858 w Niemczech – w tym 330 251 kabrioletów oraz około 3 350 000 w Brazylii).

## Przegląd
Chociaż samochód został zaprojektowany i wprowadzony do produkcji w latach 30 XX w., masowa produkcja ruszyła w 1945 roku, po zakończeniu II wojny światowej. Model otrzymał wtedy oznaczenie Volkswagen Typ 1 i sprzedawany był jako po prostu „Volkswagen”. Późniejsze modele nosiły nazwy: VW 1200, 1300, 1500, 1302 lub 1303, przy czym pierwsze trzy pochodziły od pojemności silnika, a 1302 i 1303 prezentowały kolejne wcielenia Garbusa. Na rodzimym rynku pojazd zyskał przydomek Käfer (chrząszcz) i pod taką nazwą był tam w późniejszym czasie sprzedawany, w pozostałych krajach przyjęto angielskie oznaczenie Volkswagen Beetle (żuk).
Popularny VW wraz z samochodami: Morris Minor, Fiat 500, Renault 4CV i Dauphine oraz Citroën 2CV był jednym z upowszechniających transport osób w segmencie pojazdów budżetowych, małych. Posłużył jako punkt odniesienia konstruktorom amerykańskich odpowiedników.
Dzięki VW, Fiatowi i Renault zanotowano wzrost procentowego udziału na rynku zachodnioeuropejskim samochodów w konfiguracji RR (silnik z tyłu, napęd na oś tylną) z 2,6% w 1946 do 26,6% w 1956. W roku 1948 Citroën 2CV wyznaczył trend dla małych przednionapędowych pojazdów, które w późniejszym czasie zdominowały rynek zachodnioeuropejski. W 1974 Volkswagen zaprezentował przednionapędowego Golfa pierwszej edycji jako następcę dla Garbusa. Dwadzieścia lat później Volkswagen zaprezentował pojazd koncepcyjny Concept One nawiązujący stylistyką do popularnego produktu. W 1998 r. wprowadzono na rynek model New Beetle, oparty na płycie podłogowej Golfa edycji IV i nadwoziu nawiązującym do VW Typ 1.
W przeprowadzonej w 1999 roku ankiecie w gazecie New York Times ze USA na temat najbardziej wpływowego samochodu XX wieku VW Typ 1 zajął 4. miejsce – za Fordem T, Mini i Citroënem DS.

## Konstrukcja

Schemat obiegu powietrza w układzie chłodzenia (niebieski) i wydechowym (czerwony)

W Garbusie zastosowano montowany z tyłu silnik typu bokser, chłodzony powietrzem. Nadwozie było 2-drzwiową konstrukcją typu fastback sedan z płaską szybą przednią, cechowało się współczynnikiem oporu powietrza Cx równym 0,41. Samochód przystosowany był do przewozu czterech pasażerów na dwóch rzędach siedzeń, dysponował przestrzenią bagażową pod przednią maską oraz za tylną kanapą. Nadwozie połączone było z prawie płaskim podwoziem za pomocą osiemnastu śrub. W konstrukcji zarówno przedniego, jak i tylnego zawieszenia wykorzystano drążki skrętne i stabilizatory poprzeczne – zapewniało to niezależność każdego koła w amortyzowaniu i resorowaniu. Rozwiązania takie jak: mechaniczne hamulce bębnowe, dzielone tylne szyby, mechaniczne kierunkowskazy oraz niezsynchronizowana skrzynia biegów były z biegiem czasu modernizowane. Pozostałe elementy były przez resztę produkcji używane w niezmienionej postaci.
Kadłub silnika tłokowego, głowice cylindrów oraz obudowa skrzyni biegów zostały wykonane ze stopów metali lekkich. Cylindry były z żeliwa. Chłodnica oleju wraz z termostatem zapewniała optymalną temperaturę pracy oraz wysoką wytrzymałość jednostki napędowej. Powietrze trafiające do komory spalania oczyszczane było przez metalowy filtr powietrza oraz kąpiel olejową.
Mimo że z biegiem lat wygląd samochodu zmieniał się nieznacznie, przez cały okres produkcji modelu wprowadzono ponad 78 000 modyfikacji.

## Historia

### „Samochód dla ludu”

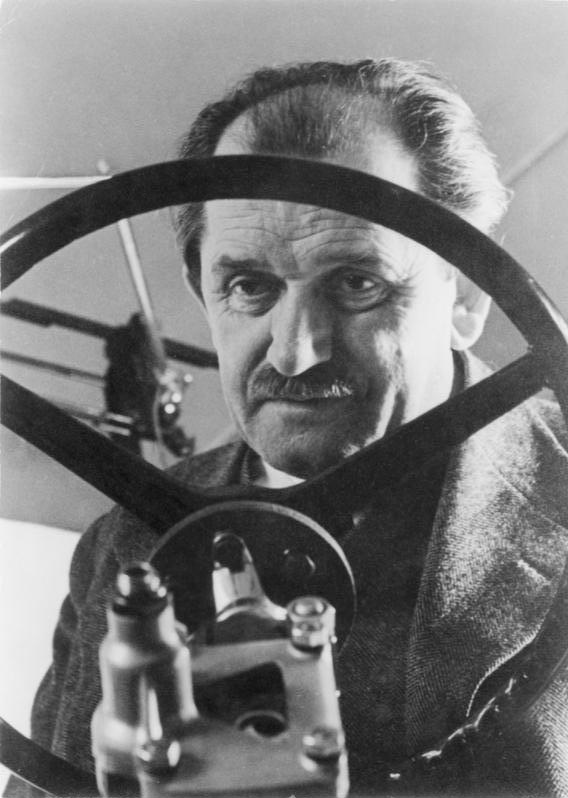
Dr inż. h.c. Ferdinand Porsche

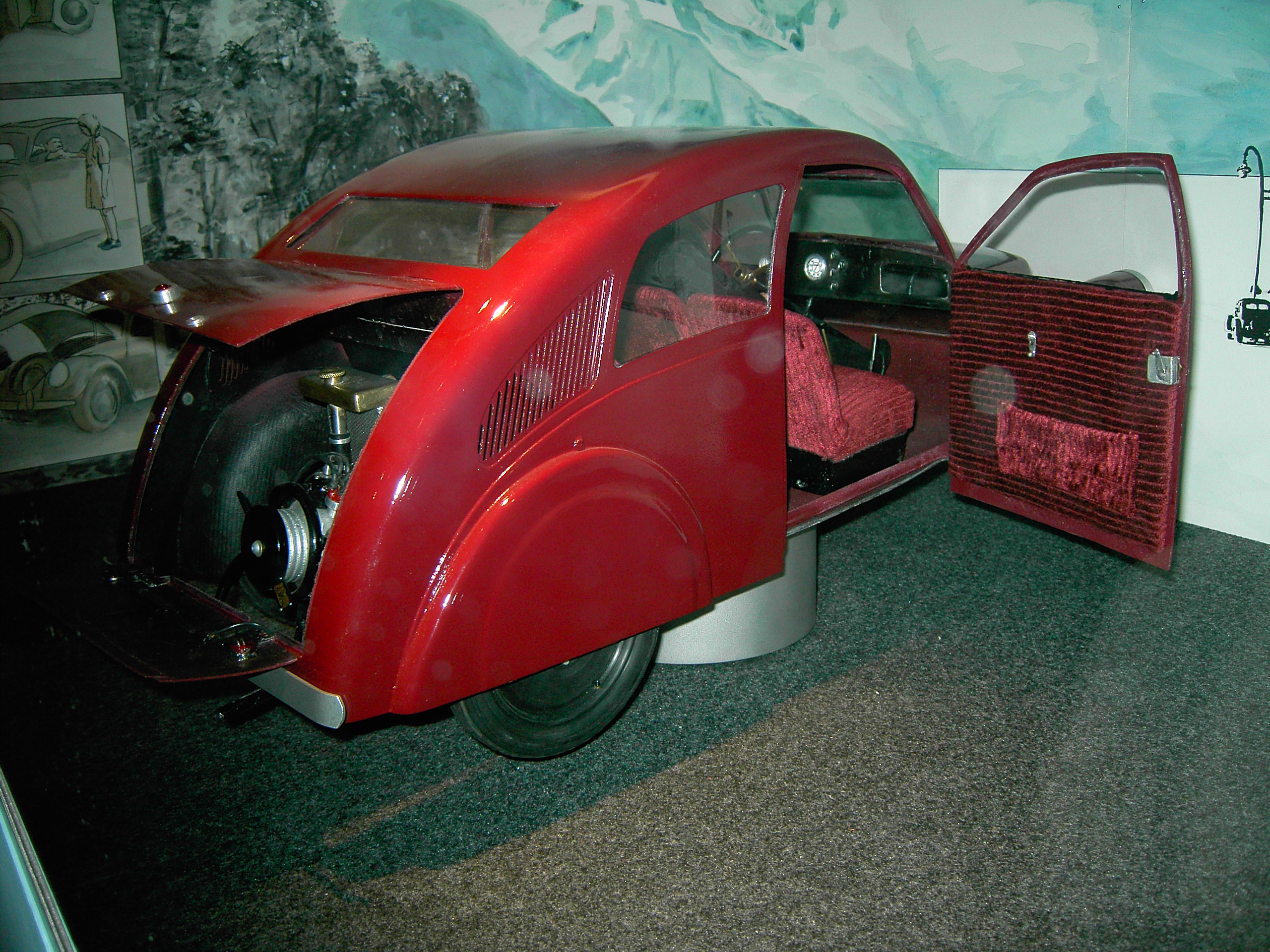
Rekonstrukcja Porsche Typ 12

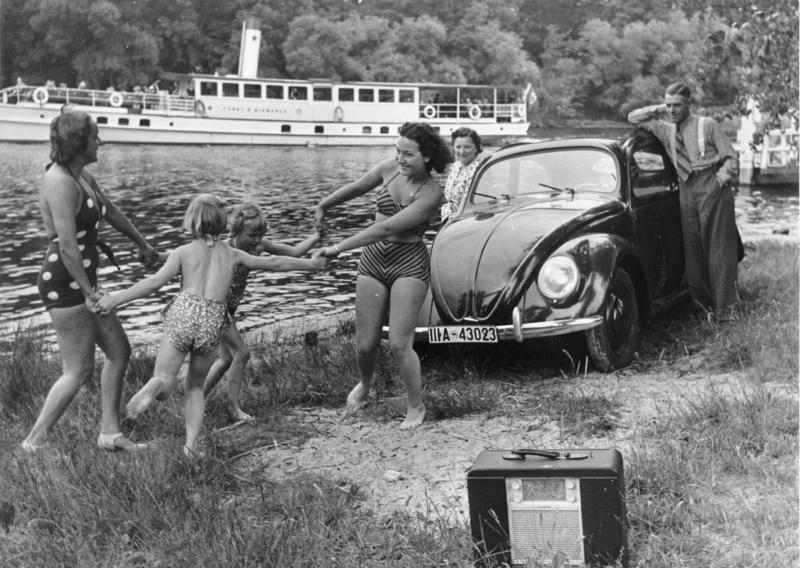
KDF-Wagen na propagandowym plakacie KDF

W roku 1931 Ferdinand Porsche zaprojektował dla Zündapp model Porsche Typ 12 „Auto für Jedermann” (samochód dla każdego). Porsche wykorzystywało w swoich pojazdach silniki B4 chłodzone powietrzem oraz oś wahliwą w tylnym zawieszeniu, Zündapp naciskał na użycie pięciocylindrowego chłodzonego cieczą silnika gwiazdowego.
W 1933 roku zaprojektowano dla NSU Motorenwerke AG kolejną serię prototypów – Porsche Typ 32. W modelu Typ 32 użyto podobnych rozwiązań co w Typ 12, zastosowano jednak silnik B4. Wycofanie się NSU z projektu produkcji samochodu spowodowało zaniechanie rozwoju Typ 32.
W roku 1933 Adolf Hitler nakazał Ferdinandowi Porschemu zaprojektowanie pojazdu o nazwie Volkswagen (z niem. samochód ludowy, samochód dla ludu). W czasopiśmie Wschód z 1938 r. był opis idei niemieckiego samochodu ludowego. Samochód miał przewozić dwójkę dorosłych plus trójkę dzieci z prędkościami rzędu 100 km/h. Volkswagen miał być dostępny dla Niemców epoki hitlerowskiej poprzez program oszczędnościowy lub Sparkarte (książeczka oszczędnościowa) w cenie 990 RM. Był to w przybliżeniu koszt zakupu motocykla, przeciętny tygodniowy dochód pracownika wynosił 32 RM.
Konstrukcja popularnego Garbusa była w dużej mierze oparta na projekcie Tatry T97, co udowodniono w procesie sądowym z roku 1961. Poskutkowało to wypłatą odszkodowania stronie czechosłowackiej.

### Rozwój
Za nowy projekt oznaczony jako Porsche Typ 60 odpowiedzialni byli oprócz F. Porschego także Erwin Komenda i Karl Rabe.
Pierwsze dwa prototypy były gotowe do testów w październiku 1935, nazwano je V1 i V2. Rok później przekazano do testów trzy kolejne pojazdy (V3), zostały one zbudowane w warsztacie Porsche w Stuttgarcie. W 1937 seria kolejnych trzydziestu (W30) prototypów zbudowana przez Daimler-Benz dla Porschego przejechała łącznie 2 900 000 km w ramach testów. Wszystkie pojazdy wyposażone były w charakterystyczne obłe nadwozie oraz chłodzony powietrzem silnik montowany za osią tylną. Kolejna seria 44 egzemplarzy (oznaczenie VW38) powstała w 1938 roku, samochody cechowała dzielona tylna szyba. W lipcu 1939 roku powstała następna seria 50 egzemplarzy (VW39).
Samochód miał być jak najmniej skomplikowany pod względem mechanicznym co miało zmniejszyć częstość możliwych awarii. Chłodzony powietrzem silnik o pojemności 995 cm³ i mocy maksymalnej 26 KM (19 kW) dowiódł swej niezawodności w gorącym klimacie podczas służby w Afrika Korps. Było to zasługą zastosowania wbudowanej chłodnicy oleju oraz układu cylindrów.
Po oficjalnej prezentacji w 1938 roku, Volkswagen otrzymał od Hitlera nazwę KdF-Wagen. Nawiązywała ona do organizacji Kraft durch Freude. Po II wojnie światowej model znany był już jako Volkswagen Typ 1 oraz Beetle.

#### Wpływ Tatry

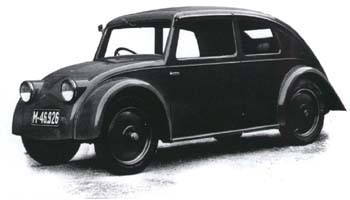
Prototyp Tatry V570 (1933)

W roku 1931 czechosłowacka Tatra skonstruowała prototyp o nazwie V570. To pojazd napędzany przez chłodzony powietrzem dwucylindrowy silnik w układzie bokser montowany z tyłu pojazdu. Dwa lata później powstała kolejna wersja rozwojowa prototypu V570, charakteryzowała się nadwoziem podobnym do tego znanego z Porsche Typ 32. Takie rozwiązanie w konstrukcji jednostki napędowej było wówczas wyzwaniem przy konstrukcji efektywnego układu chłodzenia. Tatra podczas opracowywania większej jednostki V8 dla modelu T77 wykorzystała i opatentowała kilka rozwiązań służących poprawie wydajności układu chłodzenia. Wykorzystanie części z tych patentów w niemieckim wozie było głównym powodem sporu pomiędzy Volkswagenem a Tatrą.
Tatra wywarła wpływ zarówno na Porschego i Hitlera. Hitler był fanem motoryzacji, jeździł Tatrami podczas wizyty politycznej w Czechosłowacji. Jadał także często z Hansem Ledwinką, projektantem Tatry. Po jednym z obiadów A.Hitler miał powiedzieć do F. Porsche: „To jest samochód na moje drogi”. Od 1933 roku Ledwinka i Porsche spotykali się regularnie, by omawiać swoje konstrukcje, Porsche przyznał później „Cóż, czasem zdarzało mi się zerkać mu przez ramię, tak jak i jemu.”. Tatra T97 z 1936 roku napędzana była przez chłodzony powietrzem czterocylindrowy silnik w układzie bokser o pojemności 1749 cm³, montowany był on z tyłu i napędzał oś tylną. Opływowe 4-drzwiowe nadwozie zapewniało wewnątrz miejsce na podróż dla pięciu pasażerów, bagażnik mieścił się pod maską nad przednią osią oraz za tylnym rzędem siedzeń. Cena pojazdu wynosiła 5600 RM.
Tuż przed wybuchem II wojny światowej Tatra miała dziesięć roszczeń prawnych przeciwko VW za naruszenie prawa patentowego. Ferdinand Porsche miał zapłacić Tatrze odszkodowanie i zawrzeć ugodę, został jednak powstrzymany przez Hitlera, który stwierdził, że „rozwiąże ten problem”. Tatra wytoczyła proces przeciwko VW, w 1938 roku doszło do niemieckiej inwazji na Czechosłowację. W rezultacie w październiku 1938 roku fabryka Tatry przeszła pod kontrolę Niemców. Z rozkazu Hitlera modele T97 i T57 zostały usunięte ze stoiska Tatry na 1939 Berlin Autosalon. Tatra miała skupić się na rozwoju samochodów ciężarowych i silników wysokoprężnych, zaniechano produkcji wszystkich modeli osobowych z wyjątkiem T87. Sprawa ta została poruszona po II wojnie światowej, w roku 1961 Volkswagen zapłacił Ringhoffer-Tatra 3 000 000 marek niemieckich odszkodowania przyznanych przez sąd.

### II wojna światowa

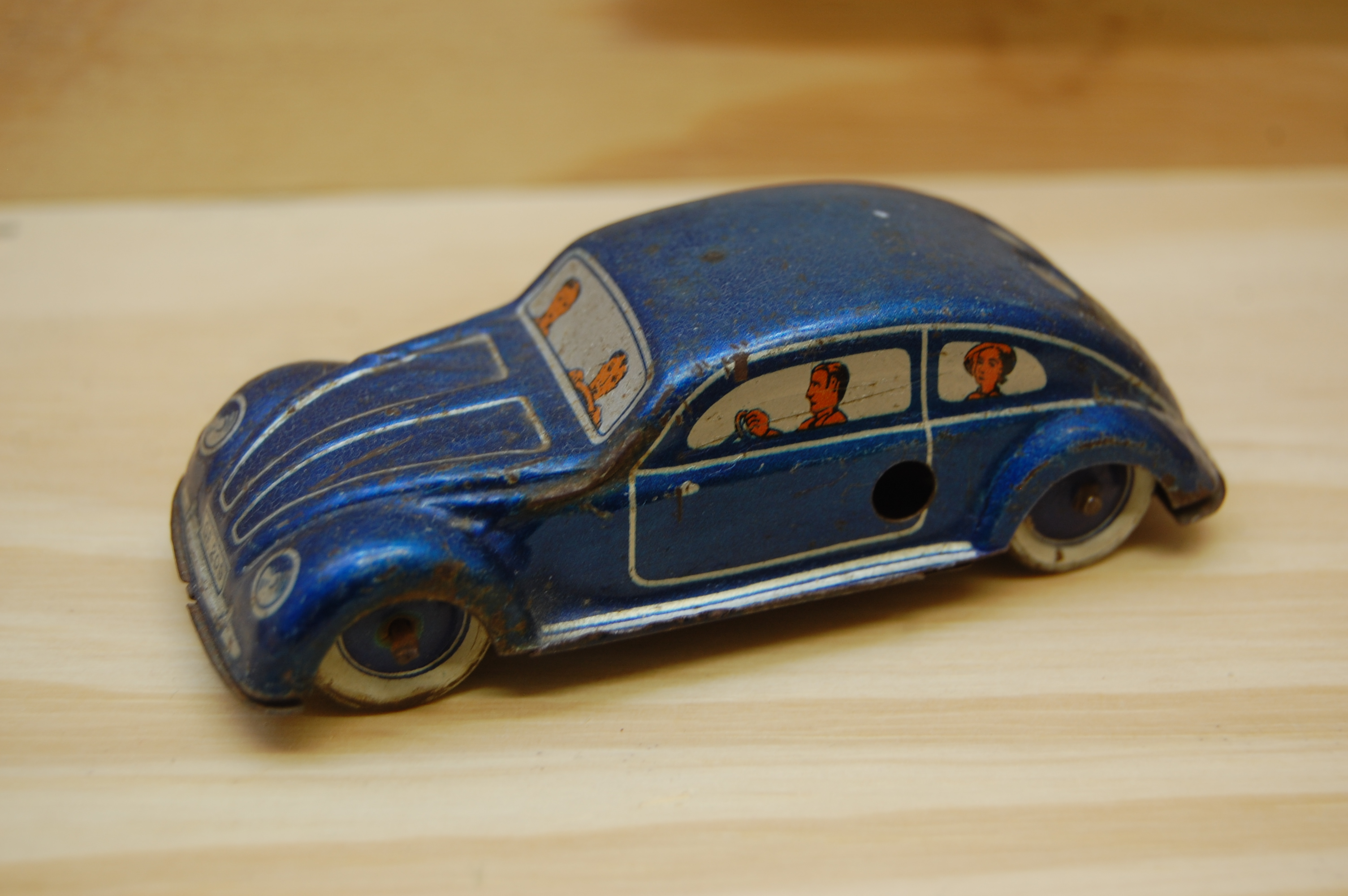
Model Volkswagena Typ 1

Przed wybuchem II wojny światowej fabrykę opuściła niewielka liczba egzemplarzy modelu, pierwsza większa seria egzemplarzy opartych na podwoziu KdF-Wagen powstała na potrzeby wojskowe, były to modele Typ 82 Kübelwagen (około 52 000 egzemplarzy), Typ 82E (564 sztuk) oraz Typ 166 Schwimmwagen (około 14 000 sztuk).
W latach 1940–1945 w niewielkiej serii powstawały także wersje cywilne wozu, trafiały one głównie do elity społeczeństwa niemieckiego. Z powodu braków benzyny na rynku, powstała niewielka liczba egzemplarzy w wersji „Holzbrenner” zasilanych gazem drzewnym wytwarzanym w procesie pirolizy pod maską w specjalnym gazogeneratorze.

### Produkcja powojenna i rozkwit

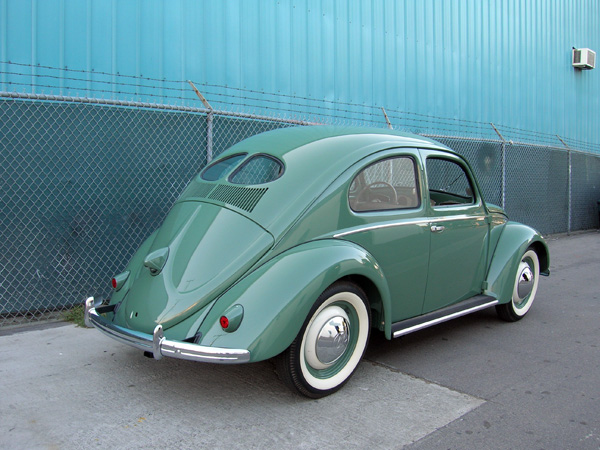
1949 Volkswagen Typ 1

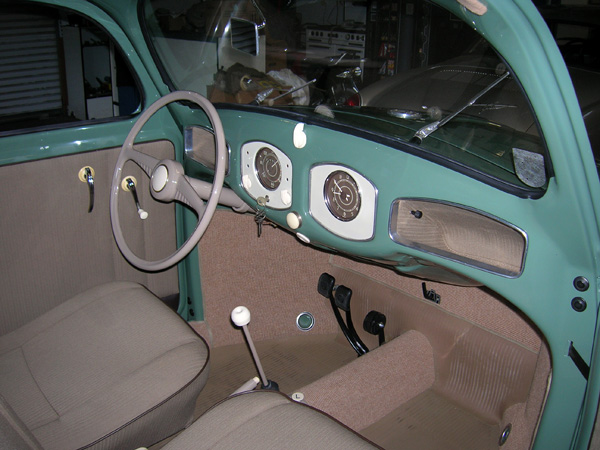
Wnętrze Volkswagena Typ 1 z 1949 roku

Produkcja samochodów VW nie ruszyła na skalę masową do czasu okupacji alianckiej. W 1945 roku fabryka Volkswagena została przekazana z rąk amerykańskich do brytyjskich, miała zostać rozebrana i przeniesiona na teren Wielkiej Brytanii. Żaden z brytyjskich producentów nie był jednak zainteresowany przejęciem: „Pojazd nie spełnia podstawowych wymogów technicznych stawianych nowym samochodom... Jest niezbyt interesujący dla przeciętnego nabywcy... Jego montaż byłby zupełnie nieopłacalnym przedsięwzięciem.”. Fabryka pozostała na swoim miejscu, produkowano w niej samochody dla wojsk brytyjskich. Na przełomie lat 1946–1947 polityka rozbioru prowadzona przez aliantów zmieniła swój tor, przemysł ciężki był jednak ograniczany do roku 1951. Stało się to m.in. za sprawą Herberta Hoovera, który w marcu 1947 roku stwierdził: „Nie ma się co łudzić, że Nowe Niemcy powstałe po zmianie granic zostaną zredukowane do roli państwa rolniczo-pasterskiego. Jest to niemożliwe, dopóki nie wymordujemy lub przesiedlimy stamtąd 25 000 000 osób.”.
Ponowne uruchomienie fabryki jest głównie zasługą majora Ivana Hirsta z Armii Brytyjskiej. I. Hirstowi przydzielono przejęcie kontroli nad zniszczoną bombardowaniem fabryką zdobytą przez Amerykanów. Jego pierwszym zadaniem było usunięcie niewybuchu, który wpadłszy przez dach znalazł się pomiędzy sprzętem produkcyjnym; gdyby bomba eksplodowała los Volkswagena byłby przesądzony. I.Hirst namówił Brytyjczyków do zamówienia 20 tys. samochodów, do marca 1946 fabrykę opuszczało miesięcznie 1000 pojazdów. W tym samym czasie samochodowi przywrócono wcześniejszą nazwę (VW Typ 1).

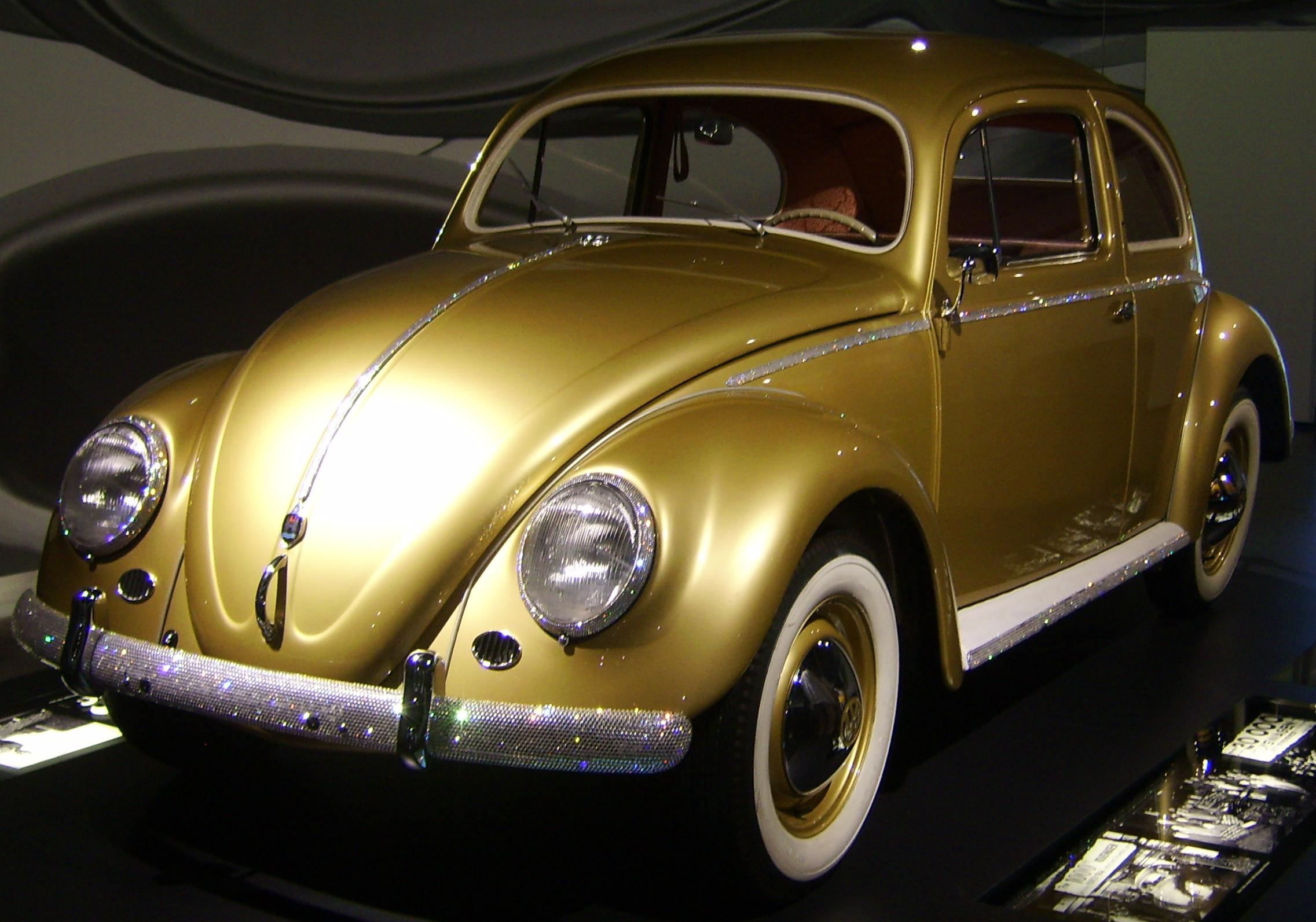
Milionowy egzemplarz VW Käfer wykończony kamieniami szlachetnymi

W ramach ponownego uruchomienia produkcji mianowano nowego dyrektora fabryki, Heinza Nordhoffa. Pod jego kierownictwem wzrósł poziom produkcji, milionowy Käfer opuścił fabrykę w roku 1955. W tym okresie samochód wyróżniał się na tle konkurencji w segmencie bardzo dobrymi osiągami. Dla wersji z silnikiem o mocy 35 KM (25 kW) prędkość maksymalna wynosiła 115 km/h, czas przyspieszenia 0–100 km/h 27,5 s, zaś średnie zużycie paliwa 6,7 l na 100 km.
W roku 1949, w Osnabrück, za sprawą przedsiębiorstwa Karmann ruszyła produkcja Garbusów w wersji kabriolet.
W latach 50. XX w. samochód poddawany był kolejnym modernizacjom, najbardziej widoczna była zmiana w wyglądzie tylnych okien. Dostępne były wersje Standard – z trójramienną kierownicą, nadwozie pozbawione elementów chromowanych oraz DeLuxe – chromowane akcenty. W 1950 wariant DeLuxe otrzymał hydrauliczny układ hamulcowy, w odmianie Standard montowano układ mechaniczny. Rok później między słupkami nadwozia a przednimi błotnikami zaczęto montować klapki wentylacyjne. Pod koniec 1952 nieznacznie zmodyfikowano wygląd nadwozia, wprowadzono nową deskę rozdzielczą, zastosowano także koła 4,0x15 w miejscu 3,0x16. Zsynchronizowano także przełożenia (oprócz biegu I) w skrzyni biegów. W marcu 1953 roku dwa owalne okienka nad klapą silnika zastąpiono nieco większym jednoczęściowym co wpłynęło pozytywnie na widoczność z kabiny pasażerskiej.
W 1951 roku Volkswagen opracowywał wersję napędzaną przez wysokoprężny silnik o pojemności 1,3 l. Powstały tylko dwie takie jednostki, były to wolnossące boksery chłodzone powietrzem, pierwszy z nich zamontowano w VW Typ 1, drugi zaś w Typ 2. Garbus z tym silnikiem testowany był na torze Nürburgring, osiągnął tam czas przyspieszenia 0–100 km/h równy 60 s.
Produkowano także niewielkie serie pokrewnych modeli. W latach 1949–1953 zmontowano w liczbie 696 egzemplarzy 2-miejscowy kabriolet Hebmüllera (Typ 14A). Austro-Tatra konstruowała także Typ 18A w wersji dla policji i straży pożarnej, od stycznia 1950 do marca 1953 zbudowano 203 sztuki.

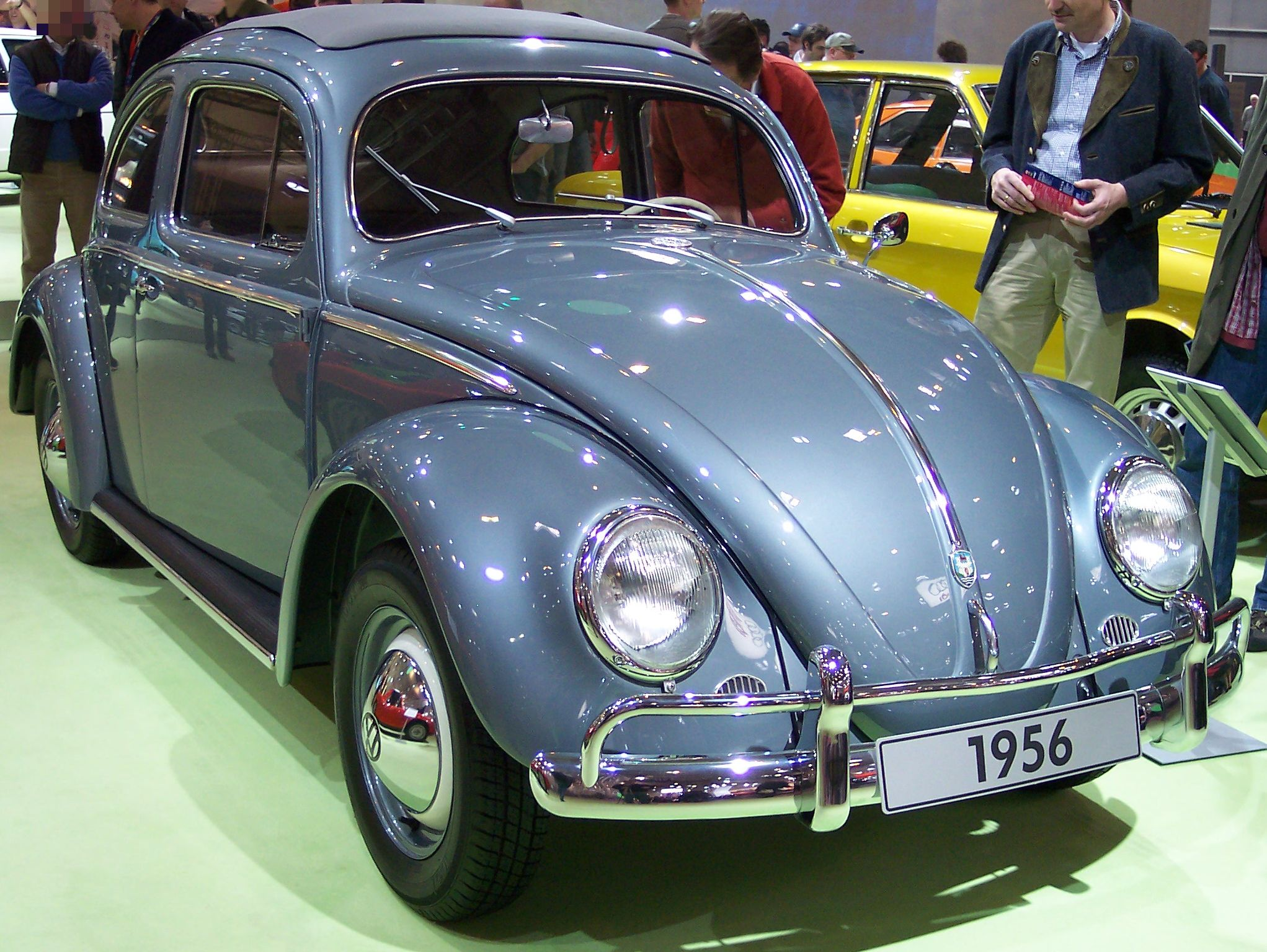
1956 Volkswagen

W roku 1954 zwiększono o 2 mm średnicę cylindra co zaowocowało wzrostem pojemności skokowej z 1131 cm³ do 1192 cm³. W tym samym czasie poprawiono m.in. konstrukcję wału korbowego oraz powiększono zawory. Dzięki temu zwiększono moc maksymalną silnika z 34 do 41 KM. Jednocześnie konsekwentnie zwiększano stopień kompresji z 5,8:1 do 7:0:1 co było możliwe dzięki szerszej dostępności paliwa o wyższej liczbie oktanowej. Rozrusznik uruchamiany był już za pomocą stacyjki, a nie osobnego przycisku. W sierpniu 1957 roku z kolei pojedyncze owalne okno zastąpiono szerokim, od tego rocznika używano w nowych pojazdach wyłącznie opon bezdętkowych. Powierzchnia tylnego okna wzrosła ogółem o 45%, polepszając znacznie widoczność, a przy tym także przednią szybę minimalnie powiększono o 8% oraz ulepszono wycieraczki. Zmieniono również deskę przyrządów i wprowadzono klasyczny pedał gazu. W 1964 roku poszerzono osłonę podświetlenia tylnej tablicy rejestracyjnej. Od końca tego samego roku zwiększono wysokość szyb bocznych, zastosowano także wyższą przednią szybę panoramiczną. W roku 1966 wprowadzono silnik 1300 w miejsce 1200.
Dla rocznika 1967 przygotowano zestaw usprawnień. Wygląd wciąż nawiązywał do poprzednich wersji, większych zmian doczekała się gama jednostek napędowych, dodano silnik 1500. Rok później dla modeli 1300 i 1500 przygotowano nową instalację elektryczną o napięciu 12 V (VW 1200 wciąż ma 6 V). Wersja 1200 otrzymała w roku 1970 dwuobwodowy układ hamulcowy.
Mały sedan Volkswagena odniósł duży sukces eksportowy w USA, przede wszystkim dzięki niższej cenie i ponad dwukrotnie większej ekonomiczności jazdy od tamtejszych samochodów, połączonej z udaną konstrukcją i dobrą jakością wykonania, co szczególnie predestynowało go jako samochód do dojazdów do pracy. W 1956 roku sprzedaż Volkswagena w USA wyniosła 60 tysięcy sztuk i jako pierwszego samochodu importowanego, przekroczyła produkcję aż siedmiu amerykańskich marek. Jego cena wynosiła wówczas 1495 USD i była niższa od wszystkich amerykańskich samochodów (wyższa jedynie od niektórych importowanych). Oceniany był w prasie w 1957 roku jako najprzyjemniejszy w prowadzeniu z porównywanych małych samochodów oraz amerykańskich budżetowych modeli pełnowymiarowych, o cechach kojarzących się z samochodem sportowym. Jako zalety wskazywano też mniejsze wymiary zewnętrzne, ułatwiające jazdę i parkowanie.
W latach 60 XX w. poziom sprzedaży modelu gwałtownie wzrastał, przyczyniła się do tego przede wszystkim niska cena, a także kampania reklamowa oraz wytrzymałość i niezawodność konstrukcji. 17 lutego 1972 roku wyprodukowano egzemplarz nr 15 007 034, łączny poziom produkcji przekroczył rekord ustanowiony wcześniej przez Forda T. Do 23 czerwca 1992 powstało ponad 21 000 000 sztuk modelu.

### VW 1302/1303

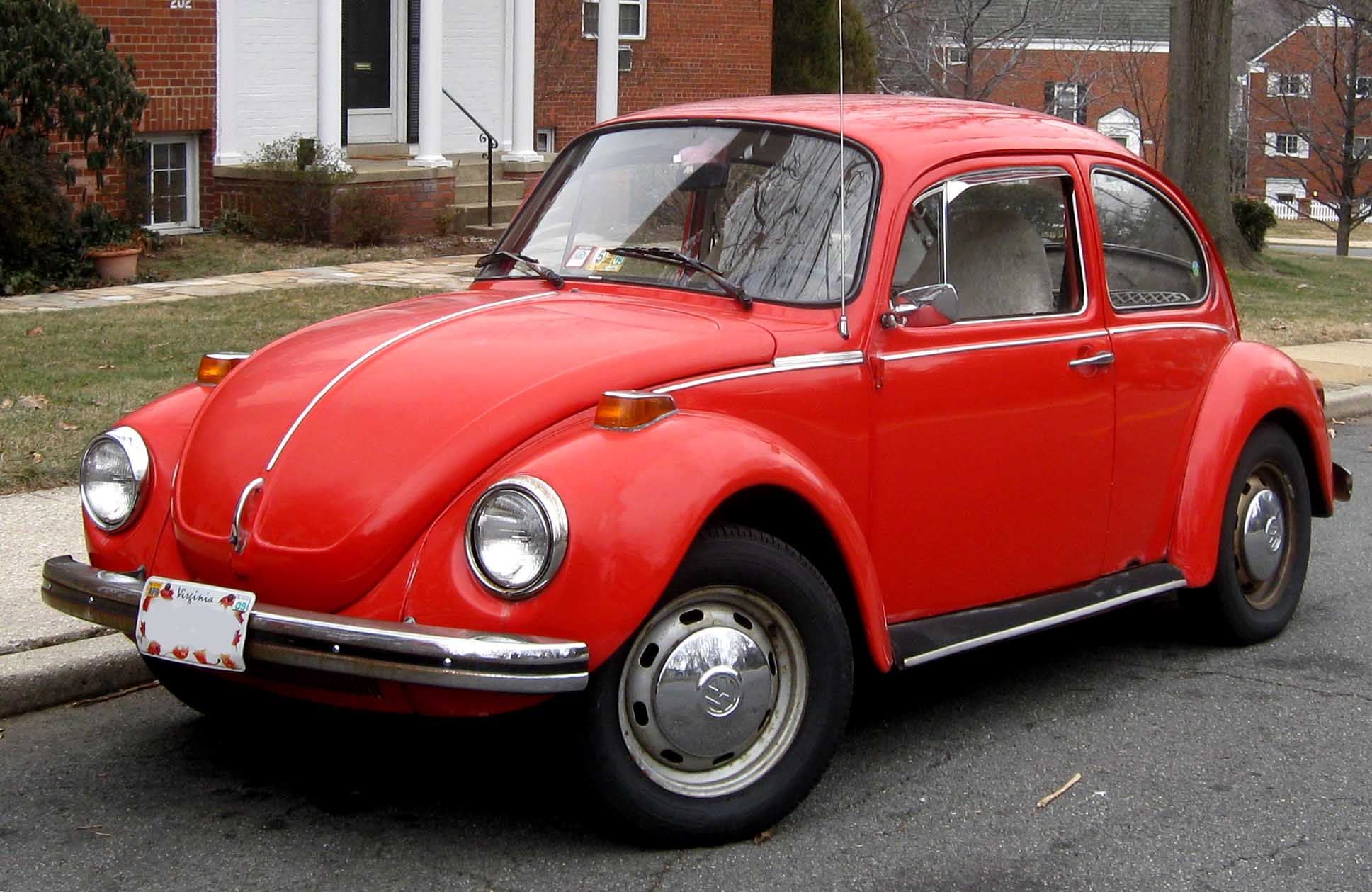
VW 1303 (1973)

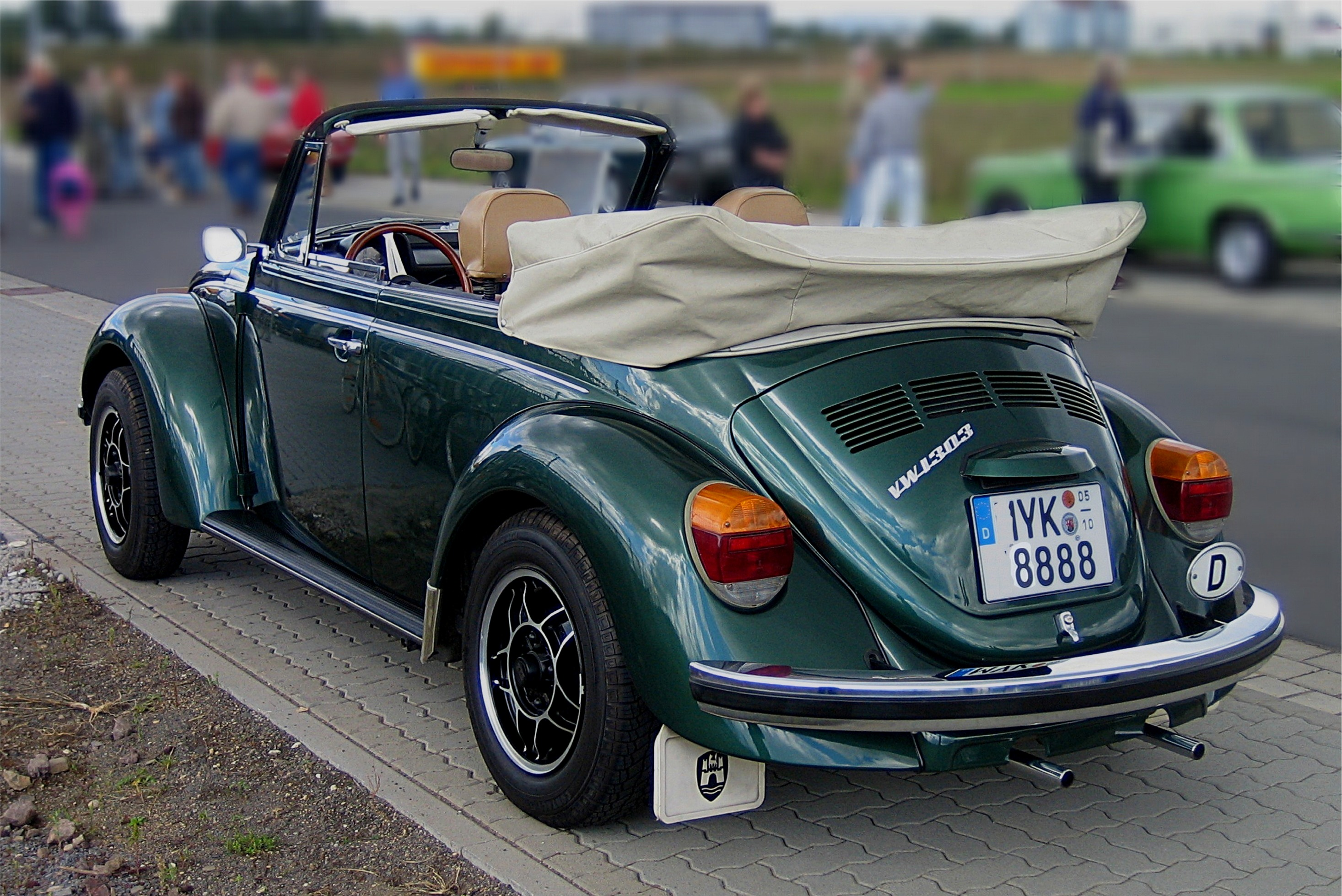
VW 1303 Cabriolet

W roku 1971 wprowadzono wersję z kolumnami MacPhersona w przednim zawieszeniu oraz przeprojektowanym pasem tylnym nadwozia. Oficjalnie nosiła ona nazwę VW 1302 (1971-1972), a od 1973 VW 1303 Super Käfer (super chrząszcz). W zawieszeniu przednim podwójne wahacze wleczone na poprzecznych listwach skrętnych w obudowie rurowej zastąpiono przez dolne wahacze poprzeczne z kolumnami MacPhersona, z tyłu wahacze wleczone zastąpiono poprzecznymi, półosie jednoprzegubowe zaś dwuprzegubowymi. Zmniejszono dzięki temu promień skrętu, mimo wydłużenia rozstawu osi o 20 mm. Dodatkowo zwiększono przestrzeń bagażową z przodu prawie dwukrotnie.
Super Käfer miał także większą szybę tylną, wzmocnione hamulce z przodu, cztery rzędy otworów wentylacyjnych na tylnej klapie, oraz duże klosze lamp tylnych (ze światłem cofania). Do oferty dodano wersję 1302S z silnikiem 1600.
Od 1973 montowano wersję 1303 z panoramiczną, giętą szybą przednią, co zwiększyło widoczność i samą kabinę. Dodatkowo zastosowano 2-biegowy wentylator nagrzewnicy oraz wyższe chlapacze przy tylnych kołach. Rok później wszystkie modele Garbusa otrzymują szerokie tylne światła, nowe błotniki oraz typ zderzaków. Dwa lata później przednie kierunkowskazy przeniesiono z błotników na zderzak, klosze świateł przednich przejęto z VW Golfa pierwszej edycji. W 1976 r. zaprzestano produkcji VW 1303 w wersji fastback sedan, wprowadzono natomiast wariant 1200L z hamulcami tarczowymi na przedniej osi oraz silnikiem 1600. Produkcję Garbusa w Niemczech zakończono 19 stycznia 1978 roku, Karmann 1303 Cabrio montowany był do stycznia 1980 roku, przeniesiono ją wówczas do Meksyku.
Na rynek brazylijski przygotowano wersję Fusca (lokalna nazwa samochodu) z silnikiem 1600 o mocy 52 KM przystosowanym do pracy na etanolu. Ostatnia modernizacja Garbusa miała miejsce w 1993 roku, silnik wyposażono we wtrysk paliwa, głowice cylindrów zaś w hydropopychacze. Zastosowano także 3-drożny katalizator w układzie wydechowym.

### Światowy koniec produkcji

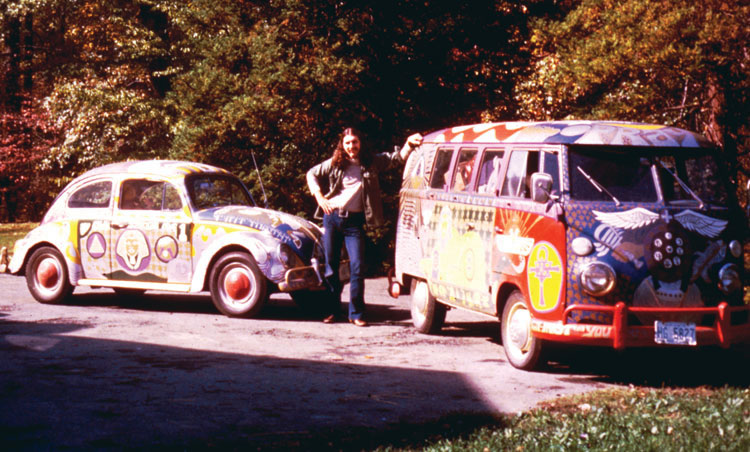
VW Garbus i T1 jadące na hipisowski festiwal w Woodstock w 1969.

Do 2002 roku powstało ponad 21 milionów egzemplarzy Garbusa, poziom produkcji w roku 2003 wynosił tylko 30 tys. w porównaniu ze szczytowym rokiem 1971, kiedy osiągnięto poziom 1 miliona egzemplarzy. Volkswagen ogłosił, że koniec produkcji nastąpi w lipcu 2003 roku, jako powód podano spadający popyt na model. Ostatni egzemplarz z numerem 21 529 464 opuścił linię produkcyjną w Puebla 30 lipca 2003 – 65 lat od uruchomienia produkcji, po 58 latach jej nieprzerwanego trwania (licząc od zakończenia II wojny w 1945 r.). Ostatni Käfer/Garbus/Beetle/Fusca... otrzymał przydomek El Rey (hiszp. król) i trafił do muzeum Volkswagena w Wolfsburgu.

## Dane techniczne

### 1946–1973
|                                   | 1100 (1946–53)                     | 1200 (1954–65)                   | 1200 (1960–73)                   | 1300 (1965–70)                     | 1500 (1966–73)                   | 1600 (1972–73)                   |                             |
| --------------------------------- | ---------------------------------- | -------------------------------- | -------------------------------- | ---------------------------------- | -------------------------------- | -------------------------------- | --------------------------- |
| Silnik                            | 4-cylindrowy bokser (4-suw)        | 4-cylindrowy bokser (4-suw)      | 4-cylindrowy bokser (4-suw)      | 4-cylindrowy bokser (4-suw)        | 4-cylindrowy bokser (4-suw)      | 4-cylindrowy bokser (4-suw)      | 4-cylindrowy bokser (4-suw) |
| Pojemność skokowa                 | 1131 cm³                           | 1192 cm³                         | 1192 cm³                         | 1285 cm³                           | 1493 cm³                         | 1584 cm³                         |                             |
| Średnica cylindra x skok tłoka    | 75 × 64 mm                         | 77 × 64 mm                       | 77 × 64 mm                       | 77 × 69 mm                         | 83 × 69 mm                       | 85,5 × 69 mm                     |                             |
| Moc maksymalna                    | 18,4 kW (25 KM) przy 3300 obr./min | 22 kW (30 KM) przy 3400 obr./min | 25 kW (34 KM) przy 3600 obr./min | 29,5 kW (40 KM) przy 4000 obr./min | 32 kW (44 KM) przy 4000 obr./min | 37 kW (50 KM) przy 4000 obr./min |                             |
| Maks. moment obrotowy             | 67 Nm przy 2000 obr./min           | 75 Nm przy 2000 obr./min         | 82 Nm przy 2000 obr./min         | 87 Nm przy 2000 obr./min           | 100 Nm przy 2000 obr./min        | 106 Nm przy 2800 obr./min        |                             |
| Układ zasilania                   | jeden gaźnik                       | jeden gaźnik                     | jeden gaźnik                     | jeden gaźnik                       | jeden gaźnik                     | jeden gaźnik                     |                             |
| Układ zasilania                   | Solex 28 PCI                       | Solex 28 PCI                     | Solex 28 PICT-1                  | Solex 30 PICT-1                    | Solex 30 PICT-1                  | Solex 34 PICT-3                  |                             |
| Prędkość maksymalna               | 105 km/h                           | 112 km/h                         | 115 km/h                         | 122 km/h Autom.: 117 km/h          | 128 km/h Autom.: 123 km/h        | 135 km/h Autom: 130 km/h         |                             |
| 0–100 km/h                        | 50 s                               | 38 s                             | 33 s                             | 28 s Autom.: 33 s                  | 23 s Autom.: 28 s                | 21 s Autom.: 24 s                |                             |
| Śr. zużycie paliwa / 100 km       | 7,5 l                              | 8,0 l                            | 8,5 l                            | 9,5 l Autom.: 10,5 l               | 10,0 l Autom.: 11,0 l            | 11,0 l Autom.: 12,0 l            |                             |
| Cena (DM): Standard Export Cabrio | 5300 5625 7500                     | 3950 4850 6500                   | 4290 4740 5990                   | – 4980 6490                        | – 5385 6895                      | – 6530 –                         |                             |

### 1302/1303 (1970–1975)
|                                              | 1302/03 (1970–75)                | 1302/03 (1970–75)           | 1302/03 S (1970–75)              |
| -------------------------------------------- | -------------------------------- | --------------------------- | -------------------------------- |
| Silnik                                       | 4-cylindrowy bokser (4-suw)      | 4-cylindrowy bokser (4-suw) | 4-cylindrowy bokser (4-suw)      |
| Pojemność skokowa                            | 1192 cm³                         | 1285 cm³                    | 1584 cm³                         |
| Średnica cylindra x skok tłoka               | 77 × 64 mm                       | 77 × 69 mm                  | 85,5 × 69 mm                     |
| Moc maksymalna                               | 25 kW (34 KM) przy 3600 obr./min | 32 kW (43 KM)               | 37 kW (50 KM) przy 4000 obr./min |
| Maks. moment obrotowy                        | 75 Nm przy 2000 obr./min         |                             | 106 Nm przy 2800 obr./min        |
| Układ zasilania                              | gaźnik                           | gaźnik                      | gaźnik                           |
| Układ zasilania                              | Solex 28                         | Solex                       | Solex 34                         |
| Prędkość maksymalna                          | 116 km/h                         | 125 km/h Autom.: 120 km/h   | 135 km/h Autom.: 127 km/h        |
| 0–100 km/h                                   | 32 s                             | 26 s Autom.: 33 s           | 20 s Autom.: 24 s                |
| Śr. zużycie paliwa / 100 km                  | 10,0 l                           | 10,5 l Autom.: 11,5 l       | 11,5 l Autom.: 12,5 l            |
| Cena (DM): 1302 1303 1302 Cabrio 1303 Cabrio | 5745 6690 --                     | nd. --                      | 5945 6890 7490 8840              |

### 1200 (1973–1985)
|                                | 1200 (1.3) (1973–75)             | 1200 (1.6) (1973–77)             | 1200 L (1973–85)                 |
| ------------------------------ | -------------------------------- | -------------------------------- | -------------------------------- |
| Silnik                         | 4-cylindrowy bokser (4-suw)      | 4-cylindrowy bokser (4-suw)      | 4-cylindrowy bokser (4-suw)      |
| Pojemność skokowa              | 1285 cm³                         | 1584 cm³                         | 1192 cm³                         |
| Średnica cylindra x skok tłoka | 77 × 69 mm                       | 85,5 × 69 mm                     | 77 × 64 mm                       |
| Moc maksymalna                 | 32 kW (43 KM) przy 4100 obr./min | 37 kW (50 KM) przy 4000 obr./min | 25 kW (34 KM) przy 3800 obr./min |
| Maks. moment obrotowy          | 86 Nm przy 3000 obr./min         | 106 Nm przy 2800 obr./min        | 74 Nm przy 1700 obr./min         |
| Układ zasilania:               | gaźnik                           | gaźnik                           | gaźnik                           |
| Układ zasilania:               | Solex 31                         | Solex 34                         | Solex 30                         |
| Prędkość maksymalna            | 127 km/h Autom.: 122 km/h        | 135 km/h Autom.: 130 km/h        | 120 km/h                         |
| 0–100 km/h                     | 25 s Autom.: 32 s                | 21 s Autom.: 24 s                | 30 s                             |
| Śr. zużycie paliwa / 100 km    | 10,0 l Autom.: 11,0 l            | 11,0 l Autom.: 12,0 l            | 9,0 l                            |
| Cena (DM):                     | 5650                             | 7920                             | 7865                             |

## Wielkość produkcji

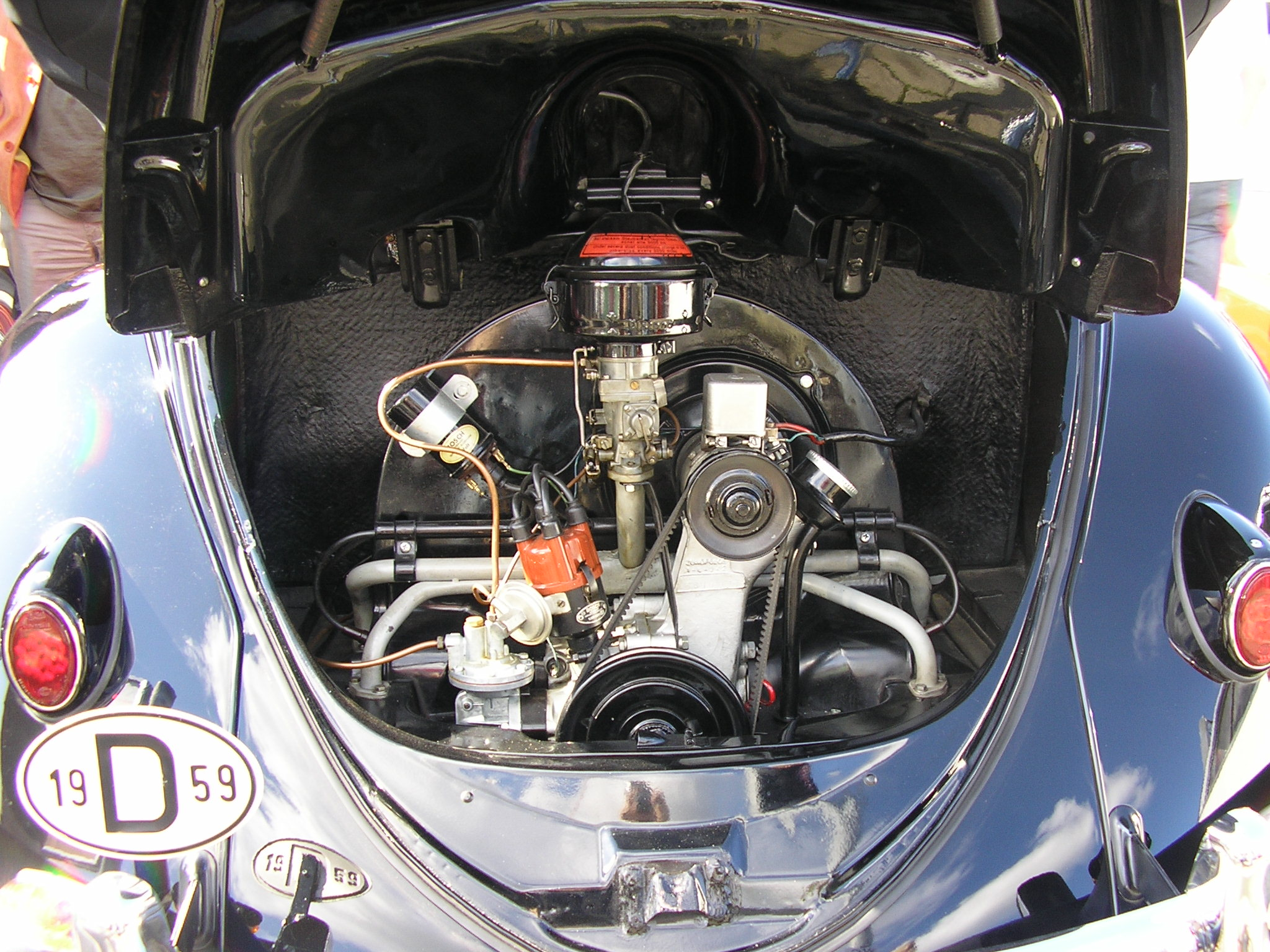
Silnik 1200 VW Garbus z roku 1959

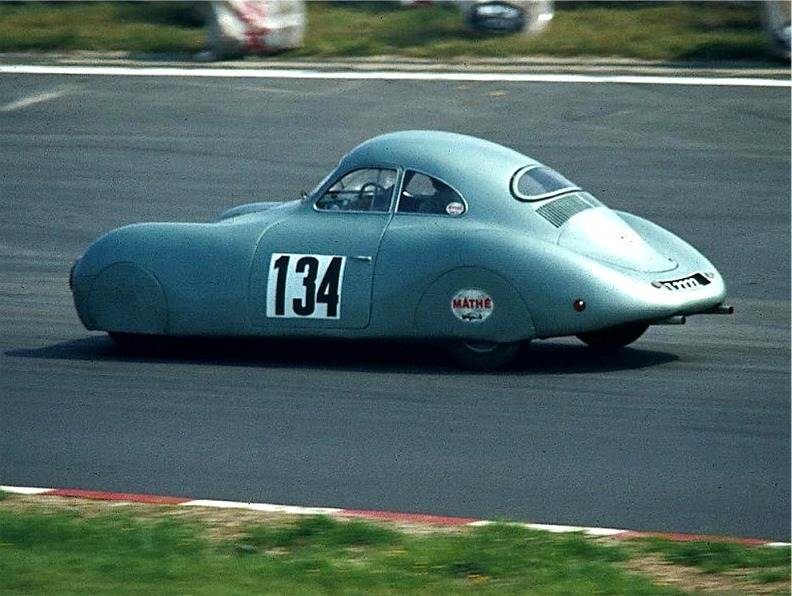
VW Typ 60 K 10

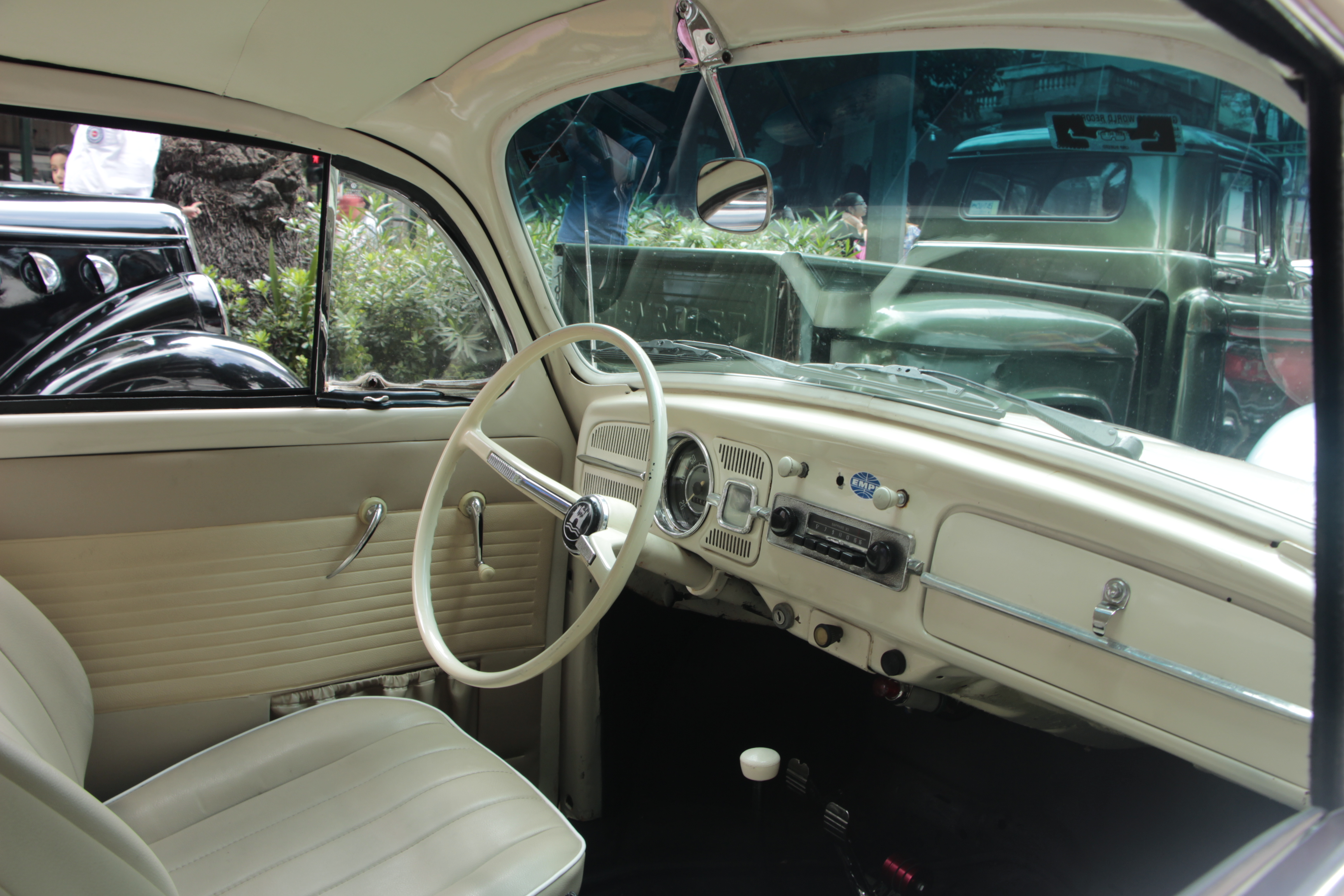
Deska rozdzielcza późniejszej wersji

| Rok  | Produkcja | Całkowita produkcja |
| ---- | --------- | ------------------- |
| 1945 | 1785      | 1785                |
| 1946 | 10 020    | 11 805              |
| 1947 | 8987      | 20 798              |
| 1948 | 19 244    | 40 036              |
| 1949 | 46 146    | 86 182              |
| 1950 | 81 979    | 168 161             |
| 1951 | 93 709    | 261 870             |
| 1952 | 114 348   | 376 218             |
| 1953 | 151 323   | 527 541             |
| 1954 | 202 174   | 729 715             |
| 1955 | 279 986   | 1 009 701           |
| 1956 | 333 190   | 1 342 891           |
| 1957 | 380 561   | 1 723 452           |
| 1958 | 451 526   | 2 174 978           |
| 1959 | 575 406   | 2 750 384           |
| 1960 | 739 443   | 3 489 827           |
| 1961 | 827 850   | 4 317 677           |
| 1962 | 877 014   | 5 194 691           |
| 1963 | 838 488   | 6 033 179           |
| 1964 | 948 370   | 6 981 549           |
| 1965 | 1 090 863 | 8 072 412           |
| 1966 | 1 080 165 | 9 152 577           |
| 1967 | 925 787   | 10 078 364          |
| 1968 | 1 186 134 | 11 264 498          |
| 1969 | 1 219 314 | 12 483 812          |
| 1970 | 1 196 099 | 13 679 911          |
| 1971 | 1 291 612 | 14 971 523          |
| 1972 | 1 220 686 | 16 192 209          |
| 1973 | 1 206 018 | 17 398 227          |
| 1974 | 791 053   | 18 189 280          |
| 1975 | 441 116   | 18 630 396          |
| 1976 | 383 277   | 19 013 673          |
| 1977 | 258 634   | 19 272 307          |
| 1978 | 271 673   | 19 543 980          |
| 1979 | 263 340   | 19 807 320          |
| 1980 | 236 177   | 20 043 497          |
| 1981 | 157 505   | 20 201 002          |
| 1982 | 138 091   | 20 339 093          |
| 1983 | 119 745   | 20 458 838          |
| 1984 | 118 138   | 20 576 976          |
| 1985 | 86 189    | 20 663 165          |
| 1986 | 46 633    | 20 709 798          |
| 1987 | 17 166    | 20 726 964          |
| 1988 | 19 008    | 20 745 972          |
| 1989 | 32 421    | 20 778 393          |
| 1990 | 84 716    | 20 863 109          |
| 1991 | 85 681    | 20 948 790          |
| 1992 | 86 613    | 21 035 403          |
| 1993 | 104 710   | 21 140 113          |
| 1994 | 95 600    | 21 235 713          |
| 1995 | 33 361    | 21 269 074          |
| 1996 | 39 722    | 21 308 796          |
| 1997 | 35 678    | 21 344 474          |
| 1998 | 36 492    | 21 380 966          |
| 1999 | 36 446    | 21 417 412          |
| 2000 | 41 260    | 21 458 672          |
| 2001 | 38 850    | 21 497 522          |
| 2002 | 24 407    | 21 521 929          |
| 2003 | 7535      | 21 529 464          |